# Syngnathoides biaculeatus
Syngnathoides biaculeatus es una especie de pez singnatiforme de la familia Syngnathidae. Es monotípica, o la única especie de su género.
Se utiliza en medicina china para extraer Hailong, una de sus drogas importantes. Se han realizado estudios recientes sobre la influencia del Hailong en la proliferación de células tumorales en humanos.

## Descripción
De coloración verde, marrón o gris, dependiendo del hábitat, se caracteriza por marcas variables, blancas o negras, sobre el cuerpo, y por la ausencia de aleta caudal, que sustituye por una cola prensil.
Carece de espinas en las aletas, cuenta con 38-48 radios blandos dorsales, 20-24 radios blandos en las aletas pectorales, y 4 radios blandos en la aleta anal.
Los machos, que son más grandes que las hembras, pueden alcanzar 29 cm de longitud total. Aunque el crecimiento de S. biaculeatus se ha reportado sobre una vida útil  de menos de dos años, más recientes investigaciones aumentan la vida útil a tres años.

## Reproducción
Es ovovivíparo y el macho transporta los huevos en una bolsa ventral, la cual se encuentra debajo de la cola. Los huevos varían de color según se desarrollan, del transparente al blanco, marrón y verde.
Se reproducen durante todo el año. Los machos pueden procrear cuando alcanzan los 18 cm de largo. El tamaño de la puesta es similar a la de otros singnátidos, entre 60 y 200 huevos.

## Hábitat y comportamiento
Es un pez marino, de clima tropical, no migratorio, y asociado a los arrecifes de coral. Habita praderas marinas o áreas con algas, en aguas superficiales de zonas protegidas como lagunas, bahías y estuarios. Los adultos frecuentan grandes balsas de Sargassum, y los juveniles se ven ocasionalmente cerca de la superficie, entre residuos flotantes costeros. En Queensland, Australia, se encuentran en estuarios, en asociación con praderas de Zostera, a las que se anclan con su cola prensil.
Su rango de profundidad es entre 0 y 10 metros, aunque se han reportado localizaciones hasta los 475 metros de profundidad. Es un nadador limitado, propulsándose con la ayuda del rápido movimiento de sus pequeñas aletas pectorales y dorsal.

## Alimentación
Se alimenta de pequeñas gambas, peces y anfípodos, así como pequeños crustáceos.

## Distribución geográfica
Se encuentra desde el mar Rojo y Knysna (Sudáfrica), hasta Samoa, el sur de Japón y Nueva Gales del Sur (Australia).
Es especie nativa de Australia (Nueva Gales del Sur, Territorio del Norte, Queensland, Oeste de Australia); Egipto; Filipinas; Fiyi; India; Indonesia; Japón; Madagascar; islas Marianas del Norte; Islas Marshall; Micronesia; Mozambique; Papúa Nueva Guinea; Samoa; islas Salomón; Sri Lanka; Sudáfrica; Taiwán (China) y Tonga.

## Galería

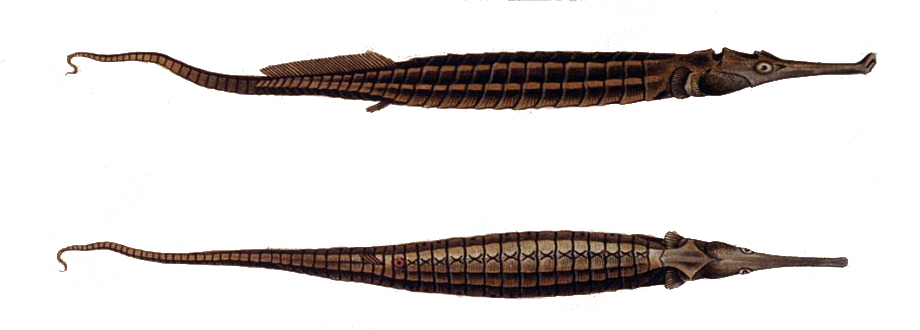
Ilustración de S. biaculeatus por Kruger, 1795-1797
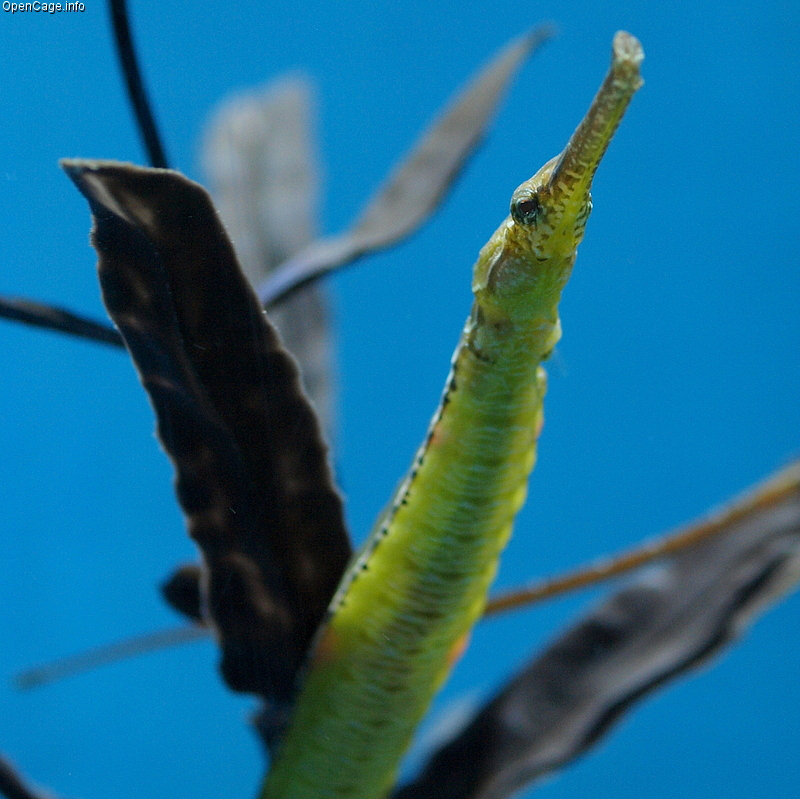
S. biaculeatus en el Acuario Público del Puerto de Nagoya, Japón
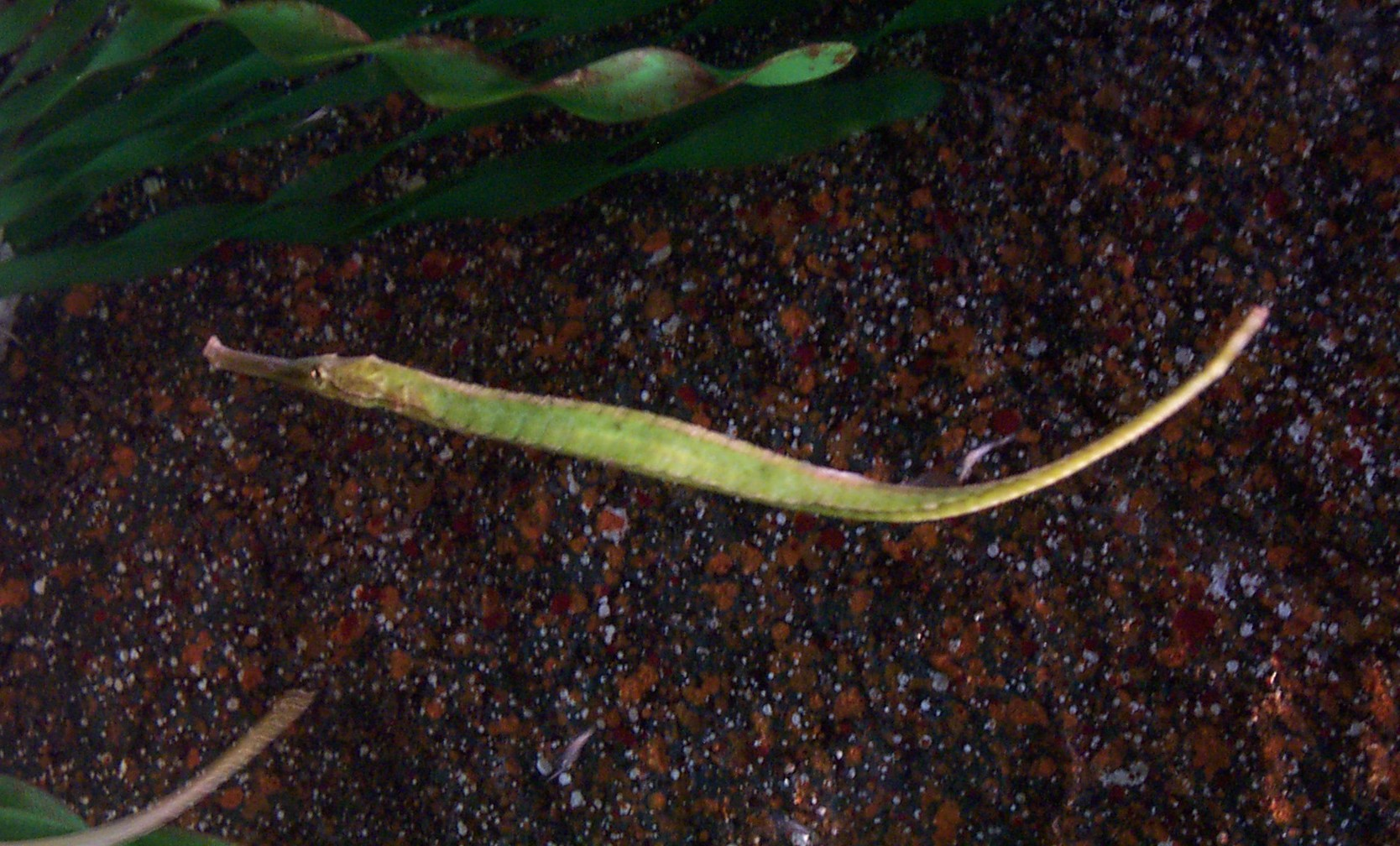
En el acuario Siam Ocean World, Bangkok
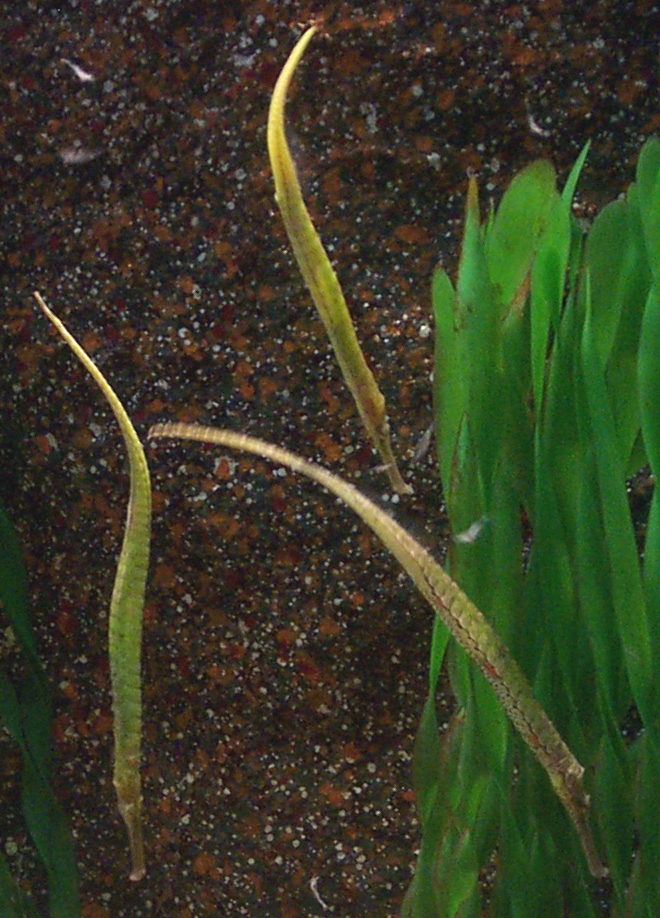
En el acuario Siam Ocean World, Bangkok
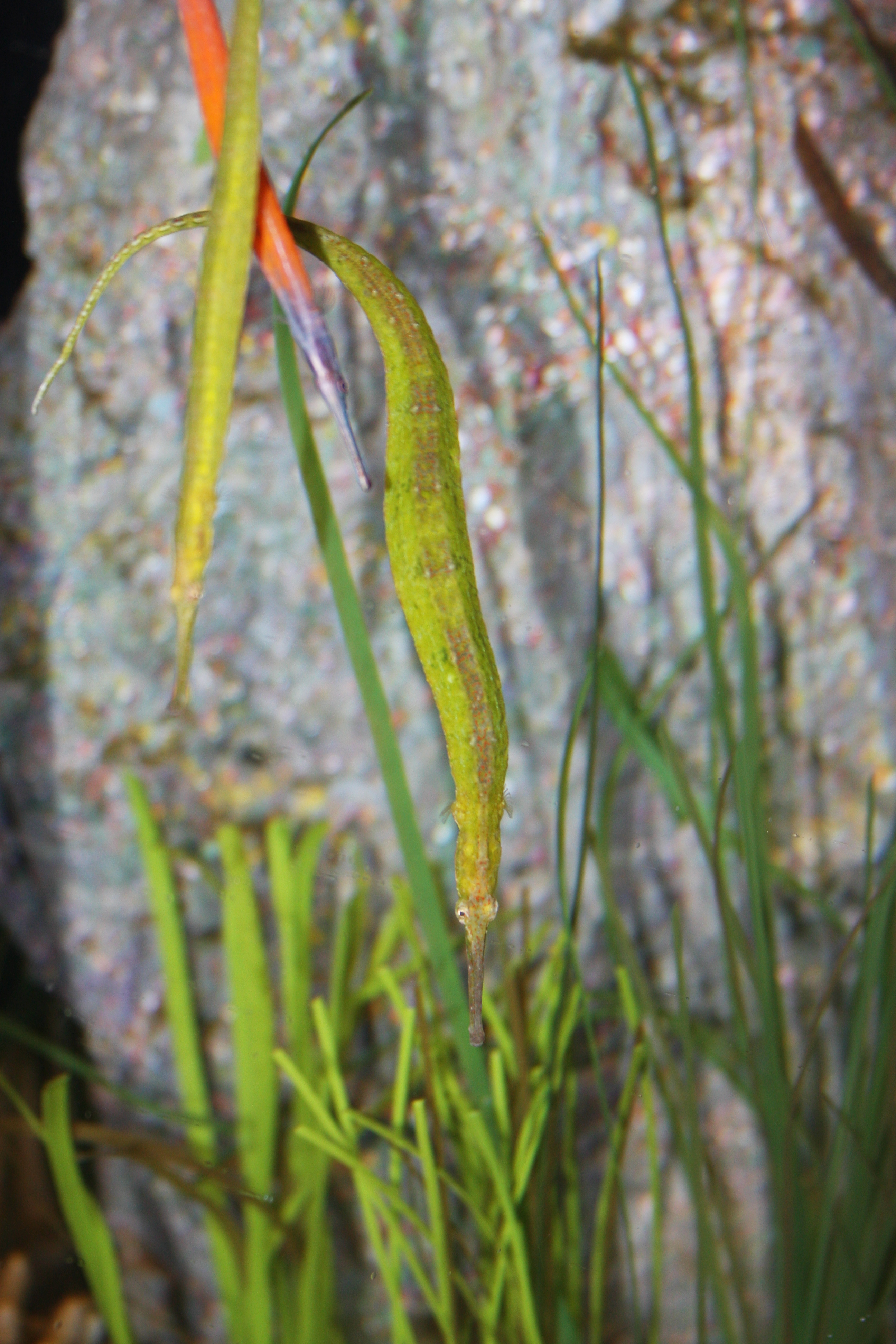
Pareja de Syngnathoides biaculeatus y Doryrhamphus janssi
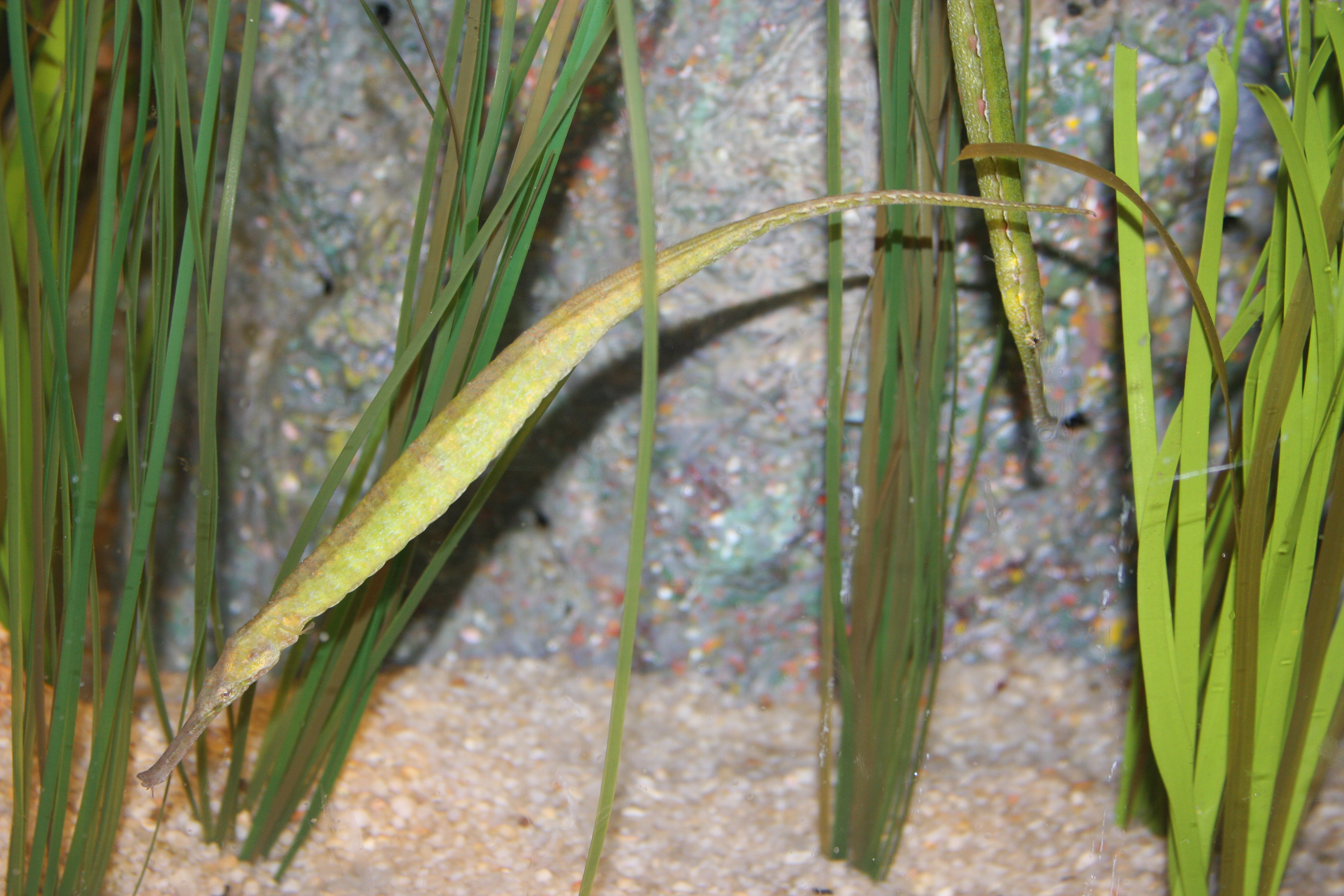